# 玉澗
玉澗（ぎょくかん、生没年不詳）は、中国の南宋末元初の画僧。婺州蘭渓県の出身。南宋時代を生き、80歳で没したとされる。分野は中国絵画の禅画。形態区分は平面芸術。室町時代以降日本では、牧谿と併称される中国南宋末の画僧であり、海北友松に最も影響を与えた。

## 概要
「玉澗」という号を用いていた画人は複数いるが、「廬山図」や「瀟湘八景図断簡」などの筆者は「玉澗若芬」であると考えられている。号は玉澗、名は若芬、字は仲石、俗姓は曹氏である。臨安上天竺寺の書記を務めた。山水・墨竹・墨梅などを得意とし、また書いた字も不思議なものであった。詩にも詳しかった。彼によるこのような山水画様式は、室町時代に「草山水」と称された。
日本の室町時代の画家雪舟も玉澗の影響を受け、「玉澗」の名を記した山水図（岡山県立美術館蔵、国重要文化財）を残している。